# Liste der Biografien/Kree
Liste der Biografien |
Portal Biografien |
Personensuche
# |
A |
B |
C |
D |
E |
F |
G |
H |
I |
J |
K |
L |
M |
N |
O |
P |
Q |
R |
S |
T |
U |
V |
W |
X |
Y |
Z |
?
 
Ka |
Kb |
Kc |
Kd |
Ke |
Kf |
Kg |
Kh |
Ki |
Kj |
Kl |
Km |
Kn |
Ko |
Kp |
Kr |
Ks |
Kt |
Ku |
Kv |
Kw |
Ky |
Kx |
Kz
 
Kra |
Krb |
Krc |
Kre |
Krg |
Krh |
Kri |
Krj |
Krk |
Krl |
Krm |
Krn |
Kro |
Krp |
Krs |
Krt |
Kru |
Kry |
Krz
 
Krea |
Kreb |
Krec |
Kred |
Kree |
Kref |
Kreg |
Kreh |
Krei |
Krej |
Krek |
Krel |
Krem |
Kren |
Kreo |
Krep |
Kres |
Kret |
Kreu |
Krev |
Krew |
Krex |
Krey |
Krez
Die Liste der Biografien führt alle Personen auf, die in der deutschsprachigen Wikipedia einen Artikel haben. Dieses ist eine Teilliste mit 15 Einträgen von Personen, deren Namen mit den Buchstaben „Kree“ beginnt.

## Kree
- Kree, Martin (* 1965), deutscher Fußballspieler

### Kreeb
- Kreeb, Martin (* 1949), deutscher Klassischer Archäologe
- Kreeb, Martin (* 1968), deutscher Ökonom
- Kreeb, Theodor (1882–1954), deutscher Beamter

### Kreef
- Kreeft, Peter (1739–1811), deutscher Erfinder und Taucher
- Kreeft, Peter (* 1937), US-amerikanischer Philosoph und Theologe

### Kreek
- Kreek, Adam (* 1980), kanadischer Ruderer
- Kreek, Aleksander (1914–1977), estnischer Leichtathlet
- Kreek, Cyrillus (1889–1962), estnischer Komponist
- Kreek, Michel (* 1971), niederländischer Fußballspieler und -trainer

### Kreen
- Kreen, Kaido (* 1965), estnischer Beachvolleyballspieler

### Kreer
- Kreer, Karl Otto (* 1956), deutscher Politiker, Staatssekretär in Mecklenburg-Vorpommern
- Kreer, Ronald (* 1959), deutscher FußballspielerRonald Kreer (* 1959)

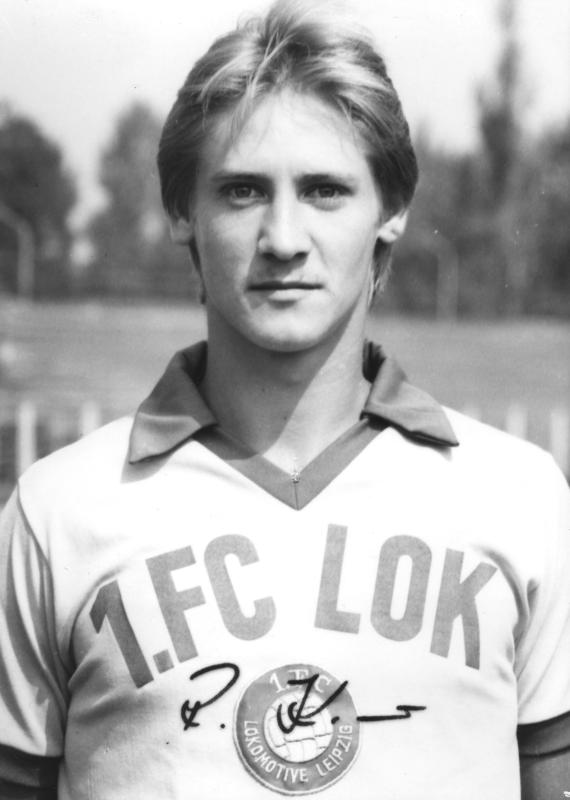
Ronald Kreer (* 1959)

### Kreet
- Kreetz, Ernst (1910–1992), deutscher Bildhauer und Stuckateur
- Kreetz, Erwin (1919–1945), deutscher Soldat im Zweiten Weltkrieg, der wenige Tage vor Kriegsende als Deserteur hingerichtet wurde